# Distretto elettorale di Omuthiyagwiipundi
Il distretto elettorale di Omuthiyagwiipundi (noto anche come Omuthiya Gwiipundi) è un distretto elettorale della Namibia situato nella Regione di Oshikoto con 26.183 abitanti al censimento del 2011. Il capoluogo è la città di Omuthiya.
Un'altra località del distretto è Lipundi.